# Comuna Vilaucea, Vijnița
Vilaucea (în ucraineană Коритне, transliterat: Korîtne) este o comună în raionul Vijnița, regiunea Cernăuți, Ucraina, formată din satele Berejonca și Vilaucea (reședința).

## Demografie
Componența lingvistică a comunei Vilaucea
     Ucraineană (99,71%)
     Alte limbi (0,3%)
Conform recensământului din 2001, majoritatea populației comunei Vilaucea era vorbitoare de ucraineană (99,71%), existând în minoritate și vorbitori de alte limbi.